# Kuksay Tagh
Der Kuksay Tagh (oder kurz: Kuksay; auch Muztagh Ata II) ist ein 7184 m hoher vergletscherter Berg im östlichen Pamir-Gebirge in Xinjiang (VR China).
Der Kuksay Tagh befindet sich im Kreis Akto im Kirgisischen Autonomen Bezirk Kizilsu. Der 7184 m hohe Kuksay Tagh erhebt sich 2,17 km nordnordöstlich des 7509 m hohen Muztagata. Aufgrund einer Schartenhöhe von lediglich 309 m gilt der Kuksay Tagh nicht als eigenständiger Berg. An seiner Ostflanke strömt der Kuksaygletscher. Der nach Westen strömende Kmatoljagletscher trennt den Kuksay Tagh vom Muztagata.

## Besteigungsgeschichte
Die Erstbesteigung gelang am 7. August 1981 Tadakiyo Sakahara und Kimiharu Matsui, Teilnehmer einer japanischen Expedition.